# My sweet heart
「my sweet heart」（マイ・スイート・ハート）は、日本の女性声優・小松里賀の楽曲である。小松のシングルとして2002年5月1日にインターチャネルから発売された。表題曲「my sweet heart」は、テレビ愛知・テレビ東京系列放映のテレビアニメ『東京ミュウミュウ』のオープニングテーマとして起用された。ジャケットには主人公の桃宮いちご・ミュウイチゴがプリントされている。

## 批評
洋泉社が発行した『アニソンマガジン』の魔法少女アニメソングレビュー集のなかでライターの前田久は、「シンプルなアレンジと（中略）怒涛の展開をみせるキャッチーなサビ」を取り上げ、小松によるキュートかつピュアなヴォーカルも相まって「まったく隙のない掛け値ナシの大名曲」と絶賛した。

## 収録曲
（出典：）
1. my sweet heart [3:52]
作詞：T_T、作曲・編曲：UZA
  - テレビアニメ『東京ミュウミュウ』オープニングテーマ[3]。本編放映時、途中から映像が変わっている。
2. Hello Brand-New Love 〜恋はすぐそこ [4:13]
作詞・作曲・編曲：ウスイノブヤ
3. my sweet heart（オリジナル・カラオケ） [3:52]
4. Hello Brand-New Love 〜恋はすぐそこ（オリジナル・カラオケ） [4:11]

## カバー
my sweet heart
- 桃宮いちご（天麻ゆうき） - 「my sweet heart（にゅ～♡ver.）」としてカバー。アレンジは園田健太郎。2022年9月21日より配信販売。テレビアニメ第2作『東京ミュウミュウ にゅ〜♡』第12話・第24話のエンディングテーマとして使用された。原曲とは異なり、1番がバラード調となっている。
- 関裕美（会沢紗弥） - 2022年9月28日発売のアルバム『THE IDOLM@STER CINDERELLA MASTER Cute jewelries! 004』に収録。